# Budd-Chiaris syndrom
Budd-Chiaris syndrom (BCS) är ett sjukdomstillstånd som ibland debuterar med ascites, leverförstoring och buksmärtor. Symtomen beror på att blod ansamlas i levern på grund av att ett hinder, ofta en blodpropp, blockerar det normala blodflödet genom levern. Hindret är beläget någonstans på en nivå från de små levervenerna till gränsen mellan vena cava inferior och hjärtats högra förmak.
BCS kräver sjukhusvård. Övergripande behandlingsmål är att förhindra proppens fortsatta utbredning, avlasta levern från dess blodstockning, samt att förhindra komplikationer relaterade till vätskeretention, malnutrition och portal hypertension. Det är också viktigt att behandla eventuellt bakomliggande sjukdomar. De behandlingsmetoder som används är bland annat antikoagulation, trombolys och TIPS. I svåra fall krävs levertransplantation.